# .ba
.baは国別コードトップレベルドメイン（ccTLD）の一つで、ボスニア・ヘルツェゴビナに割り当てられている。このドメインは、University Teleinformation Center（UTIC）が管理している。

## サブドメイン
.baは直接第二レベルドメインとして登録することもできるが、以下のようなドメインの下で第三レベルドメインとして登録することも出来る。
- edu.ba - 教育機関。
- org.ba - 非営利の団体・協会。
- net.ba - 合法的なインターネットサービスの提供者。
- gov.ba - 国や地方の行政機関。
- unsa.ba - サラエヴォ大学
- unbi.ba - ビハチ大学

以下はNIC.BAやUniversity Telinformatic Centreの管轄外にあるサブドメインである。
- co.ba - サラエヴォにあるSayberという会社が管理。
- com.ba - BH Telecomの子会社、BIHnetが管理。
- rs.ba - バニャ・ルカにあるSARnet Center管理。このサブドメインは、スルプスカ共和国の住民なら誰でも只で登録することができる。

## 註
1. ↑  http://www.utic.net.ba/en/article.php?pid=315